# گورستان غیاث‌آباد
گورستان غیاث آباد مربوط به دوران پیش از تاریخ ایران باستان است و در شهرستان املش، بخش رانکوه، روستای مربو واقع شده و این اثر در تاریخ ۲ آبان ۱۳۸۲ با شمارهٔ ثبت ۱۰۶۱۴ به‌عنوان یکی از آثار ملی ایران به ثبت رسیده است.